# Aaru
Aaru est une formation d'albédo sombre à la surface du satellite Titan de la planète Saturne.

## Caractéristiques
Aaru est centrée sur 10° de latitude sud et 340° de longitude ouest.

## Observation
Aaru a été découverte par les images transmises par la sonde Cassini.
Elle a reçu le nom d'Aaru, paradis dans la mythologie égyptienne.